# ابن آوى (فلم)
ابن آوى (بالإنجليزية: The Jackal) هو فِلم أمريكي لعام 1997، من إخراج مايكل كيتن جونز وبطولة بروس وِلِس ورِتشارد غير وسِدي بوتييه، وهو إعادة إنتاج لفِلم آخر أيام ابن آوى، عُرض الفِلم في 14 نوفمبر 1997 وقد حقَّق الفِلم نجاحًا مُبهِرًا وتبلغ ما يُقارب 15164595$ وقد كانت ميزانية الفِلم 60$، قصة الفِلم تحكي عن قاتل مُحترف والذي يُدعى في الفِلم ابن آوى (بروس وِلِس) وصلت له مُهمة قتل شخصية أمريكية مشهورة كنوع من الانتقام فاستعانت الحكومة برِتشارد غِير لتوقفه.

## وصلات خارجية
- مقالات تستعمل روابط فنية بلا صلة مع ويكي بيانات